# Wojnowicia
Wojnowicia is een geslacht van schimmels behorend tot de familie Phaeosphaeriaceae. De typesoort is Wojnowicia hirta. 

## Soorten
Volgens Index Fungorum telt het geslacht vijf soorten (peildatum maart 2023):
| Soortnaam            | Auteur(s)                        | Publicatiejaar |
| -------------------- | -------------------------------- | -------------- |
| Wojnowicia bryophila | Racov.                           | 1959           |
| Wojnowicia buxi      | Bertault & Malençon              | 1977           |
| Wojnowicia colluvium | D.F. Farr & Bills                | 1995           |
| Wojnowicia hirta     | Sacc. & P. Syd.                  | 1899           |
| Wojnowicia italica   | Qing Tian, Camporesi & K.D. Hyde | 2016           |